# Campeonato dos Países Emergentes da América do Norte e do Caribe da IHF de 2019
O Campeonato dos Países Emergentes da América do Norte e do Caribe da IHF de 2019 foi a primeira edição do Campeonato, e foi realizado na República Dominicana sob a organização da Federação Internacional de Handebol. O torneio foi realizado em São Domingos de 8 a 14 de abril de 2019. O vencedor se classificou para o Campeonato das Nações Emergentes da IHF de 2019, realizado na Geórgia de 8 a 16 de junho de 2019.
Um total de 12 países, nove do Caribe e três da América do Norte participaram do torneio.

## Sede
Todos os jogos foram disputados no Pabellon de Balomano em São Domingos.

## Equipes
- América do Norte
  -  Canadá
  -  Estados Unidos
  -  México
- Caribe
  -  Barbados
  -  Cuba
  -  Dominica
  -  Haiti
  -  Martinica
  -  Porto Rico
  -  República Dominicana
  -  São Cristóvão e Névis
  -  Trinidad e Tobago

## Árbitros
| Árbitros             | Árbitros                                    |
| -------------------- | ------------------------------------------- |
| Argentina            | Santiago Correa Agustin Conberse            |
| Canadá               | Jeremy Deschamps Charles Mainville          |
| Cuba                 | Raymel Reyes Alexys Zuñiga                  |
| Cuba                 | Irennys Céspedes Dailin Caatellanos         |
| Estados Unidos       | Christoph Kraemer Thorben Lorenz            |
| México               | José María Rodríguez Ismael Fonseca         |
| México               | Omar Osalde Juan Cobá                       |
| República Dominicana | Luis Lauri De Jesus Yeison Manuel Agramonte |
| Uruguai              | German Araujo Nicolas Perdomo               |

| Time       | P | V | E | D | GP | GC | SG  | Pts. |
| ---------- | - | - | - | - | -- | -- | --- | ---- |
| Porto Rico | 2 | 2 | 0 | 0 | 77 | 40 | +37 | 4    |
| Canadá     | 2 | 1 | 0 | 1 | 69 | 41 | +28 | 2    |
| Dominica   | 2 | 0 | 0 | 2 | 34 | 99 | −65 | 0    |

| 08/04/2019 14:00 | Dominica | 14–48     | Canadá   | São Domingos, República Dominicana Árbitros: Kraemer, Lorenz |
| 08/04/2019 14:00 | Regy 5   | (8–26)    | Dupéré 8 | São Domingos, República Dominicana Árbitros: Kraemer, Lorenz |
| 08/04/2019 14:00 | 4× 2× 0× | Relatório | 2× 0×    | São Domingos, República Dominicana Árbitros: Kraemer, Lorenz |

| 09/04/2019 14:00 | Porto Rico | 51–19     | Dominica    | São Domingos, República Dominicana Árbitros: Caatellanos, Céspedes |
| 09/04/2019 14:00 | Hiraldo 8  | (28–11)   | J. Bellot 7 | São Domingos, República Dominicana Árbitros: Caatellanos, Céspedes |
| 09/04/2019 14:00 | 1× 2× 0×   | Relatório | 5× 0×       | São Domingos, República Dominicana Árbitros: Caatellanos, Céspedes |

| 10/04/2019 16:00 | Canadá          | 21–26     | Porto Rico          | São Domingos, República Dominicana Árbitros: Reyes, Zuñiga |
| 10/04/2019 16:00 | Dupéré, Hasty 4 | (9–14)    | Nazario Santiago 11 | São Domingos, República Dominicana Árbitros: Reyes, Zuñiga |
| 10/04/2019 16:00 | 5× 1×           | Relatório | 7× 2× 0×            | São Domingos, República Dominicana Árbitros: Reyes, Zuñiga |

|  | equipes classificadas para as quartas de final |
|  | equipe classificada para a disputa do 9º lugar |

### Grupo B
| Time              | P | V | E | D | GP | GC | SG  | Pts. |
| ----------------- | - | - | - | - | -- | -- | --- | ---- |
| Martinica         | 2 | 2 | 0 | 0 | 82 | 35 | +47 | 4    |
| México            | 2 | 1 | 0 | 1 | 70 | 38 | +32 | 2    |
| Trinidad e Tobago | 2 | 0 | 0 | 2 | 20 | 99 | −79 | 0    |

| 08/04/2019 16:00 | Trinidad e Tobago | 11–44     | México     | São Domingos, República Dominicana Árbitros: Araujo, Perdomo |
| 08/04/2019 16:00 | Jackson 4         | (3–20)    | Bayardo 10 | São Domingos, República Dominicana Árbitros: Araujo, Perdomo |
| 08/04/2019 16:00 | 4× 1× 0×          | Relatório | 1× 0×      | São Domingos, República Dominicana Árbitros: Araujo, Perdomo |

| 09/04/2019 16:00 | Martinica        | 55–9      | Trinidad e Tobago  | São Domingos, República Dominicana Árbitros: Mainville, Deschamps |
| 09/04/2019 16:00 | Joseph Mathuri 9 | (26–6)    | Jackson, Solomon 3 | São Domingos, República Dominicana Árbitros: Mainville, Deschamps |
| 09/04/2019 16:00 | 6× 1× 0×         | Relatório | 3× 2× 0×           | São Domingos, República Dominicana Árbitros: Mainville, Deschamps |

| 10/04/2019 14:00 | México               | 26–27     | Martinica | São Domingos, República Dominicana Árbitros: Agramonte, De Jesus |
| 10/04/2019 14:00 | Bayardo Fernandez 10 | (14–13)   | Aristil 8 | São Domingos, República Dominicana Árbitros: Agramonte, De Jesus |
| 10/04/2019 14:00 | 3× 0×                | Relatório | 3× 2× 0×  | São Domingos, República Dominicana Árbitros: Agramonte, De Jesus |

|}
|  | equipes classificadas para as quartas de final |
|  | equipe classificada para a disputa do 9º lugar |

### Grupo C
| Time                 | P | V | E | D | GP  | GC | SG  | Pts. |
| -------------------- | - | - | - | - | --- | -- | --- | ---- |
| Rep. Dominicana      | 2 | 2 | 0 | 0 | 112 | 19 | +93 | 4    |
| Haiti                | 2 | 1 | 0 | 1 | 47  | 89 | −42 | 2    |
| S. Cristóvão e Névis | 2 | 0 | 0 | 2 | 40  | 91 | −51 | 0    |

| 08/04/2019 20:00 | São Cristóvão e Névis | 8–55   | República Dominicana        | São Domingos, República Dominicana Árbitros: Cobá, Osalde |
| 08/04/2019 20:00 | Francis 4             | (4–27) | Bodrozo, Pardono, Santana 8 | São Domingos, República Dominicana Árbitros: Cobá, Osalde |
| 08/04/2019 20:00 | 13× 0× 1×             |        | 2× 1× 0×                    | São Domingos, República Dominicana Árbitros: Cobá, Osalde |

| 09/04/2019 18:00 | Haiti    | 36–32     | São Cristóvão e Névis | São Domingos, República Dominicana Árbitros: Conberse, Correa |
| 09/04/2019 18:00 | Larmy 14 | (19–11)   | Francis 9             | São Domingos, República Dominicana Árbitros: Conberse, Correa |
| 09/04/2019 18:00 | 3× 0×    | Relatório | 3× 1× 0×              | São Domingos, República Dominicana Árbitros: Conberse, Correa |

| 10/04/2019 20:00 | República Dominicana     | 57–16     | Haiti   | São Domingos, República Dominicana Árbitros: Kraemer, Lorenz |
| 10/04/2019 20:00 | Aurla, Pardono, Tejeda 9 | (27–11)   | Larmy 5 | São Domingos, República Dominicana Árbitros: Kraemer, Lorenz |
| 10/04/2019 20:00 | 2× 1× 0×                 | Relatório | 7× 0×   | São Domingos, República Dominicana Árbitros: Kraemer, Lorenz |

|}
|  | equipes classificadas para as quartas de final |
|  | equipe classificada para a disputa do 9º lugar |

### Grupo D
| Time           | P | V | E | D | GP | GC  | SG  | Pts. |
| -------------- | - | - | - | - | -- | --- | --- | ---- |
| Estados Unidos | 2 | 2 | 0 | 0 | 94 | 35  | +59 | 4    |
| Cuba           | 2 | 1 | 0 | 1 | 68 | 33  | +35 | 2    |
| Barbados       | 2 | 0 | 0 | 2 | 19 | 113 | −94 | 0    |

| 08/04/2019 18:00 | Barbados                | 12–68     | Estados Unidos | São Domingos, República Dominicana Árbitros: Reyes, Zuñiga |
| 08/04/2019 18:00 | Henry, Evelyn-Johnson 5 | (3–37)    | Wheaton 12     | São Domingos, República Dominicana Árbitros: Reyes, Zuñiga |
| 08/04/2019 18:00 | 3× 1× 0×                | Relatório | 2× 0×          | São Domingos, República Dominicana Árbitros: Reyes, Zuñiga |

| 09/04/2019 20:00 | Cuba                 | 45–7      | Barbados          | São Domingos, República Dominicana Árbitros: Fonseca, Rodríguez |
| 09/04/2019 20:00 | Almeida, Rodríguez 7 | (23–4)    | Bartlett, Henry 2 | São Domingos, República Dominicana Árbitros: Fonseca, Rodríguez |
| 09/04/2019 20:00 | 2× 1× 0×             | Relatório | 3× 1× 0×          | São Domingos, República Dominicana Árbitros: Fonseca, Rodríguez |

| 10/04/2019 18:00 | Estados Unidos    | 26–23     | Cuba               | São Domingos, República Dominicana Árbitros: Conberse, Correa |
| 10/04/2019 18:00 | Hines, Binderis 7 | (13–10)   | Taboada Dranguet 7 | São Domingos, República Dominicana Árbitros: Conberse, Correa |
| 10/04/2019 18:00 | 2× 3× 0×          | Relatório | 8× 1×              | São Domingos, República Dominicana Árbitros: Conberse, Correa |

|}
|  | equipes classificadas para as quartas de final |
|  | equipe classificada para a disputa do 9º lugar |

## Torneio de consolação

### Definição 9º até 12º lugar
| Time                 | P | V | E | D | GP | GC  | SG  | Pts. |
| -------------------- | - | - | - | - | -- | --- | --- | ---- |
| Dominica             | 3 | 3 | 0 | 0 | 92 | 75  | +17 | 6    |
| Trinidad e Tobago    | 3 | 2 | 0 | 1 | 94 | 70  | +24 | 4    |
| S. Cristóvão e Névis | 3 | 1 | 0 | 2 | 91 | 90  | +1  | 2    |
| Barbados             | 3 | 0 | 0 | 3 | 79 | 121 | −42 | 0    |

| 11/04/2019 10:00 | Dominica  | 31–28     | São Cristóvão e Névis | São Domingos, República Dominicana Árbitros: Fonseca, Rodríguezi |
| 11/04/2019 10:00 | Boland 11 | (16–13)   | Francis 12            | São Domingos, República Dominicana Árbitros: Fonseca, Rodríguezi |
| 11/04/2019 10:00 | 9× 1×     | Relatório | 3× 1×                 | São Domingos, República Dominicana Árbitros: Fonseca, Rodríguezi |

| 11/04/2019 12:00 | Trinidad e Tobago | 44–23     | Barbados         | São Domingos, República Dominicana Árbitros: Coba, Osalde |
| 11/04/2019 12:00 | Biggart 14        | (21–15)   | Evelyn-Johnson 8 | São Domingos, República Dominicana Árbitros: Coba, Osalde |
| 11/04/2019 12:00 | 2× 1× 0×          | Relatório | 6× 1×            | São Domingos, República Dominicana Árbitros: Coba, Osalde |

| 13/04/2019 10:00 | Barbados         | 30–39     | Dominica     | São Domingos, República Dominicana Árbitros: Caatellanos, Céspedes |
| 13/04/2019 10:00 | Evelyn-Johnson 8 | (16–21)   | Sebastien 11 | São Domingos, República Dominicana Árbitros: Caatellanos, Céspedes |
| 13/04/2019 10:00 | 2× 1×            | Relatório | 4× 1× 0×     | São Domingos, República Dominicana Árbitros: Caatellanos, Céspedes |

| 13/04/2019 12:00 | São Cristóvão e Névis | 25–33     | Trinidad e Tobago | São Domingos, República Dominicana Árbitros: Fonseca, Rodríguez |
| 13/04/2019 12:00 | Belboda 8             | (12–19)   | Biggart 10        | São Domingos, República Dominicana Árbitros: Fonseca, Rodríguez |
| 13/04/2019 12:00 | 11× 2×                | Relatório | 10× 0×            | São Domingos, República Dominicana Árbitros: Fonseca, Rodríguez |

| 14/04/2019 10:00 | Dominica    | 22–17     | Trinidad e Tobago | São Domingos, República Dominicana Árbitros: Agramonte, De Jesus |
| 14/04/2019 10:00 | Sebastien 7 | (9–4)     | Biggart 7         | São Domingos, República Dominicana Árbitros: Agramonte, De Jesus |
| 14/04/2019 10:00 | 2× 1×       | Relatório | 1× 0×             | São Domingos, República Dominicana Árbitros: Agramonte, De Jesus |

| 14/04/2019 12:00 | São Cristóvão e Névis | 38–26     | Barbados         | São Domingos, República Dominicana Árbitros: Mainville, Deschamps |
| 14/04/2019 12:00 | Belboda, Francis 10   | (15–12)   | Evelyn-Johnson 6 | São Domingos, República Dominicana Árbitros: Mainville, Deschamps |
| 14/04/2019 12:00 | 9× 0×                 | Relatório | 5× 0×            | São Domingos, República Dominicana Árbitros: Mainville, Deschamps |

## Quartas de final
| 11/04/2019 14:00 | Porto Rico                         | 41–19     | Haiti     | São Domingos, República Dominicana Árbitros: Deschamps, Mainville |
| 11/04/2019 14:00 | Monge Carballo, Saunders Ferrer 10 | (23–7)    | Salgado 5 | São Domingos, República Dominicana Árbitros: Deschamps, Mainville |
| 11/04/2019 14:00 | 2× 1× 0×                           | Relatório | 7× 1× 0×  | São Domingos, República Dominicana Árbitros: Deschamps, Mainville |

| 11/04/2019 16:00 | Martinica   | 16–32     | Cuba               | São Domingos, República Dominicana Árbitros: Araujo, Perdomo |
| 11/04/2019 16:00 | Marsillon 7 | (8–16)    | Toldeano Salazar 9 | São Domingos, República Dominicana Árbitros: Araujo, Perdomo |
| 11/04/2019 16:00 | 5× 1×       | Relatório | 8× 0× 1×           | São Domingos, República Dominicana Árbitros: Araujo, Perdomo |

| 11/04/2019 18:00 | Canadá   | 16–28     | República Dominicana | São Domingos, República Dominicana Árbitros: Conberse, Correa |
| 11/04/2019 18:00 | Dupere 7 | (3–14)    | Tejeda 6             | São Domingos, República Dominicana Árbitros: Conberse, Correa |
| 11/04/2019 18:00 | 4× 2× 0× | Relatório | 4× 2× 0×             | São Domingos, República Dominicana Árbitros: Conberse, Correa |

| 11/04/2019 20:00 | México         | 25–35     | Estados Unidos | São Domingos, República Dominicana Árbitros: Reyes, Zuñiga |
| 11/04/2019 20:00 | Morales Diaz 6 | (7–14)    | Binderis 6     | São Domingos, República Dominicana Árbitros: Reyes, Zuñiga |
| 11/04/2019 20:00 | 3× 1× 0×       | Relatório | 7× 1× 0×       | São Domingos, República Dominicana Árbitros: Reyes, Zuñiga |

## Semi-finais disputa do 5º lugar
| 13/04/2019 14:00 | Haiti    | 17–48     | Martinica  | São Domingos, República Dominicana Árbitros: Coba, Osalde |
| 13/04/2019 14:00 | Larmy 7  | (8–25)    | Charlery 6 | São Domingos, República Dominicana Árbitros: Coba, Osalde |
| 13/04/2019 14:00 | 4× 1× 2× | Relatório | 3× 1×      | São Domingos, República Dominicana Árbitros: Coba, Osalde |

| 13/04/2019 16:00 | México         | 27–23     | Canadá   | São Domingos, República Dominicana Árbitros: Araujo, Perdomo |
| 13/04/2019 16:00 | Morales Diaz 6 | (13–11)   | Dupere 5 | São Domingos, República Dominicana Árbitros: Araujo, Perdomo |
| 13/04/2019 16:00 | 2× 1× 0×       | Relatório | 4× 0×    | São Domingos, República Dominicana Árbitros: Araujo, Perdomo |

## Semi-finais
| 13/04/2019 18:00 | Porto Rico       | 23–27     | Cuba               | São Domingos, República Dominicana Árbitros: Agramonte, De Jesus |
| 13/04/2019 18:00 | Hiraldo Cepeda 8 | (8–18)    | Toledano Salazar 6 | São Domingos, República Dominicana Árbitros: Agramonte, De Jesus |
| 13/04/2019 18:00 | 2× 1× 0×         | Relatório | 9× 1×              | São Domingos, República Dominicana Árbitros: Agramonte, De Jesus |

| 13/04/2019 20:00 | República Dominicana | 39-41 (Prorg.) | Estados Unidos | São Domingos, República Dominicana Árbitros: Conberse, Correa |
| 13/04/2019 20:00 | Tejeda 12            | (16–14)        | Hines 17       | São Domingos, República Dominicana Árbitros: Conberse, Correa |
| 13/04/2019 20:00 | 4× 1×                | Relatório      | 4× 0×          | São Domingos, República Dominicana Árbitros: Conberse, Correa |

## Sétimo Lugar
| 14/04/2019 14:00 | Haiti     | 16–56     | Canadá    | São Domingos, República Dominicana Árbitros: Kraemer, Lorenz |
| 14/04/2019 14:00 | Salgado 6 | (9–32)    | Dupere 14 | São Domingos, República Dominicana Árbitros: Kraemer, Lorenz |
| 14/04/2019 14:00 | 6× 1× 0×  | Relatório | 0×        | São Domingos, República Dominicana Árbitros: Kraemer, Lorenz |

## Quinto lugar
| 14/04/2019 16:00 | México         | 27–26     | Martinica | São Domingos, República Dominicana Árbitros: Araujo, Perdomo |
| 14/04/2019 16:00 | Morales Diaz 8 | (15–10)   | Tramma 8  | São Domingos, República Dominicana Árbitros: Araujo, Perdomo |
| 14/04/2019 16:00 | 4× 0×          | Relatório | 2× 0×     | São Domingos, República Dominicana Árbitros: Araujo, Perdomo |

## Terceiro-Lugar
| 14/04/2019 18:00 | Porto Rico          | 39-40 (Prorg.) | República Dominicana | São Domingos, República Dominicana Árbitros: Reyes, Zuñiga |
| 14/04/2019 18:00 | Nazario Santiago 11 | (13–15)        | Tejeda 10            | São Domingos, República Dominicana Árbitros: Reyes, Zuñiga |
| 14/04/2019 18:00 | 2× 0×               | Relatório      | 6× 2× 0×             | São Domingos, República Dominicana Árbitros: Reyes, Zuñiga |

## Final
| 14/04/2019 20:00 | Cuba                                  | 37–36 (Prorg.) | Estados Unidos | São Domingos, República Dominicana Árbitros: Conberse, Correa |
| 14/04/2019 20:00 | Toledano Salazar, Taboada Dranguet 12 | (21–17)        | Hines 7        | São Domingos, República Dominicana Árbitros: Conberse, Correa |
| 14/04/2019 20:00 | 5× 1× 0×                              | Relatório      | 2× 0×          | São Domingos, República Dominicana Árbitros: Conberse, Correa |

## Classificação Final
|    | Cuba                  |
|    | Estados Unidos        |
|    | República Dominicana  |
| 4  | Porto Rico            |
| 5  | México                |
| 6  | Martinica             |
| 7  | Canadá                |
| 8  | Haiti                 |
| 9  | Dominica              |
| 10 | Trinidad e Tobago     |
| 11 | São Cristóvão e Névis |
| 12 | Barbados              |

|  | equipe qualificada para o Campeonato Mundial das Nações Emergentes da IHF de 2019 |

| Campeonato dos Países Emergentes da América do Norte e do Caribe da IHF de 2019 |
| Campeão                                                                         |
| ------------------------------------------------------------------------------- |
| Cuba 1º Título                                                                  |